# Frankie Adams

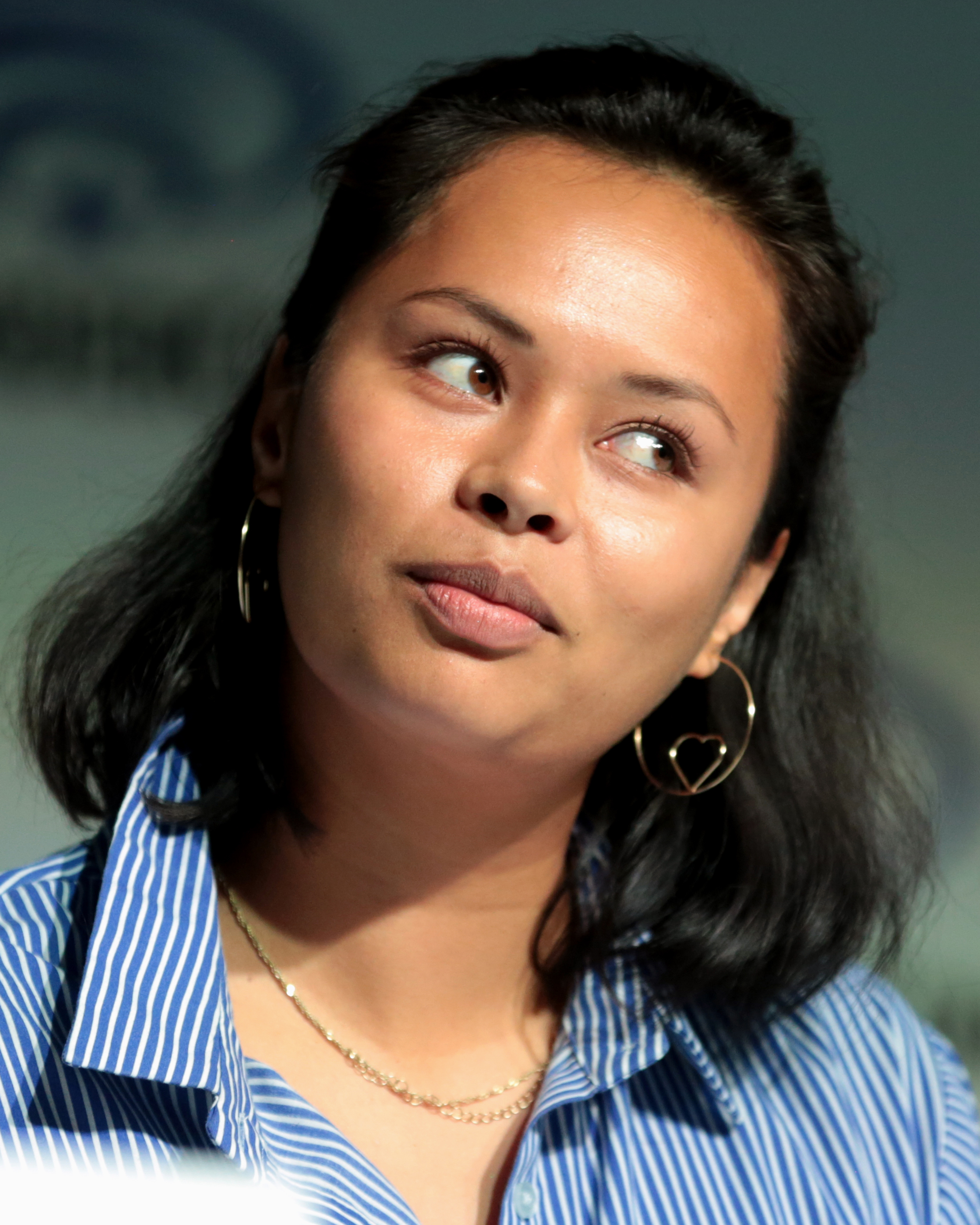
Frankie Adams auf der WonderCon 2018

Frankie Adams (* 3. Januar 1994 auf Savaiʻi, Samoa) ist eine samoanisch-neuseeländische Schauspielerin und Boxerin, die vor allem durch die Rolle der Bobbie Draper aus der Science-Fiction-Serie The Expanse Bekanntheit erlangte.

## Leben und Schauspielkarriere
Frankie Adams wurde als älteste von drei Töchtern auf Samoa geboren. Als sie drei Jahre alt war, zogen sie nach Auckland in Neuseeland, wo sie die Auckland Girls’ Grammar School besuchte. Der Vater starb, als Adams sechs Jahre alt war. In Neuseeland lernte sie die englische Sprache; auf Samoanisch kann sie sich verständigen, wobei sie Probleme mit der Aussprache hat.
2010 wurde sie in der neuseeländischen Soap Shortland Street in der Rolle der Ula Levi besetzt, die sie bis 2014 spielte. Für die Rolle sprach sie mit 16, noch während ihrer Zeit auf der High School, vor. Es folgte eine Rolle in der Serie Wentworth. Von 2017 bis 2022 war sie als Hauptfeldwebel Bobbie Draper in der Science-Fiction-Serie The Expanse zu sehen. 2016 spielte sie zudem die Hauptrolle im Filmdrama One Thousand Ropes, der auf der Berlinale 2017 uraufgeführt wurde. 2018 war sie als Yasmina Rashid im Film Mortal Engines: Krieg der Städte zu sehen.

## Boxen
Adams nahm als Boxerin am Charity-Event Fight for Live teil. Trainiert wurde sie vom tongaischen Boxer Lolo Heimuli. Inzwischen, nachdem ihr Schauspieldurchbruch auch in den USA gelang, boxt sie weniger als noch zu Jugendzeiten, um Verletzungen und somit mögliche Arbeitsausfälle zu vermeiden.

## Filmografie (Auswahl)
- 2010–2014: Shortland Street (Fernsehserie, 278 Episoden)
- 2016: Wentworth (Fernsehserie, 2 Episoden)
- 2016: One Thousand Ropes
- 2017–2022: The Expanse (Fernsehserie, 43 Episoden)
- 2018: Mortal Engines: Krieg der Städte (Mortal Engines)
- 2020: Minimum Mass (Kurzfilm)
- 2021: Teine Sa (Miniserie, 5 Episoden)
- 2021: The Panthers (Miniserie, 4 Episoden)
- 2021: The Expanse: One Ship (Fernsehserie, Episode 1x03)
- 2023: Next Goal Wins
- 2023: Die verlorenen Blumen der Alice Hart (The Lost Flowers of Alice Hart, Miniserie, 7 Episoden)